# Ку Хонгелт мак Кон Мелла
Ку Хонгелт мак Кон Мелла (др.‑ирл. Cú Chongelt mac Con Mella; умер в 717 или 724) — король Уи Хеннселайг (Южного Лейнстера) в 712—717/724 годах.

## Биография
Ку Хонгелт мак Кон Мелла был выходцем из лейнстерского септа Сил Маэлуидир, земли которого находились в низовьях реки Слейн. Он был потомком в пятом поколении Эогана Кривого, правившего Уи Хеннселайг в начале VI века. Начиная с Эогана ни один из предков Ку Хонгелта по мужской линии не владел королевским титулом.
В 712 году Ку Хонгелт мак Кон Мелла сам получил власть над Уи Хеннселайг. На престоле этого королевства он был преемником своего троюродного брата Брана уа Маэл Дуйна, погибшего во время междоусобной войны. В «Лейнстерской книге» сообщается, что Ку Хонгелт владел престолом пять лет, что должно относить время его смерти к 717 году. Однако по мнению историка Дж. Мак Ниокайлла, правитель Уи Хеннселайг тождественен тому Ку Хонгелту, о смерти которого в 724 году упоминается в «Анналах Ульстера». Преемником Ку Хонгелта на престоле Уи Хеннселайг был его брат Лайдкнен мак Кон Мелла.
Одним из сыновей Ку Хонгелта был Дунлайнг, сын которого Катал, также как и его дед, правил землями Южного Лейнстера.